# Idrijski žlikrofi
Idrijski žlikrofi – słoweńskie pierogi z ziemniaczanym nadzieniem. Od 2010 roku uzyskały ochronę w ramach systemu ochrony regionalnych produktów rolnych w Unii Europejskiej jako produkt tradycyjny.

## Historia
Pierwsza publikowana wzmianka o pierożkach pochodzi z 1936 roku i znalazła się w książce Lado Božiča Naš idrijski kot: ob pet in tridesetletnici ustanovitve in desetletnici ukinitve prve slovenske realke. Božič wspomina, że jest kilka rodzajów pierożków „žlikrofi”. Mogą być z nadzieniem ziemniaczanym, mięsnym lub z kwaszonej rzepy. Na stole pojawiają się tylko przy specjalnych okazjach i podaje się je z bakalcą (daniem z baraniny i warzyw), skwarkami lub maślaną polewą nazywaną masovnik.
W 1956 roku Karl Bezek opisując dania i napoje narodowe wspomniał o pierożkach w pracy Fond Doprinos k zgodovini Idrije. Zapisał on wspomnienia mieszkańców Idriji. Według nich nieugotowane pierożki były sprzedawane już w latach 1840–1850. Analizując wspomnienia mieszkańców doszedł do wniosku, że przepis na pierożki został przywieziony z zagranicy jeszcze na początku XIX wieku i „upłynęło wiele lat, zanim danie to zadomowiło się w Idriji” osiągając specyficzny smak oraz współczesny kształt.

## Opis
Do wykonania pierożków potrzebne jest ciasto składające się z mąki, jaj, oleju, wody lub mleka. Po zarobieniu elastycznego ciasta należy je posmarować olejem, przykryć ściereczką, aby nie wyschło i odstawić na pół godziny.
Do przygotowania nadzienia potrzebujemy świeżo ugotowanych ziemniaków. Ciepłe ziemniaki przecieramy (lub mielimy w maszynce), dodajemy cebulę podsmażoną na tłuszczu (drobno pokrojona słonina lub smalec ze skwarkami), doprawiamy solą i pieprzem, dodajemy majeranek i pokrojony szczypiorek. Wyrabiamy do momentu uzyskania elastycznej masy. Jeśli nadzienie się kruszy, należy dodać tłuszczu.
Ciasto rozwałkowujemy na grubość ok. 2 mm. Z nadzienia formujemy małe kulki (ok. 1–1,5 cm) i układamy w rzędzie na cieście, pozostawiając pomiędzy nimi odstęp (na jeden palec). Ciasto zawijamy (jak roladę), tak aby przykryło kulki nadzienia. Odcinamy pasek i przecinamy ciasto pomiędzy kulkami. Zaciskamy boki pierożków, które mają mieć w kształt kwadratu o boku ok. 3 cm. Następnie naciskamy jeden z boków robiąc wgłębienie i nadając pierożkowi kształt kapelusza. Gotowe pierożki można zamrozić lub gotować w osolonej wodzie.

## Produkt tradycyjny
W 2010 roku Idrijski žlikrofi uzyskały ochronę w ramach systemu ochrony regionalnych produktów rolnych w Unii Europejskiej, mającego na celu ochronę nazw tych produktów i zapewnienie ich autentyczności. Z wnioskiem wystąpiło Towarzystwo Promocji i Ochrony Dań Idryjskich. Ochronie podlega nazwa. Gotowe pierożki sprzedawane pod tą nazwą powinny mieć tradycyjny kształt, wygląd, zapach, aromat i fakturę.
Pierożki były pierwszym słoweńskim produktem, który uzyskał status produktu tradycyjnego.